# Ecuador Open 2018 - Qualificazioni singolare
Le qualificazioni del singolare dell'Ecuador Open 2018 sono state un torneo di tennis preliminare per accedere alla fase finale della manifestazione. I vincitori dell'ultimo turno sono entrati di diritto nel tabellone principale. In caso di ritiro di uno o più giocatori aventi diritto a questi sono subentrati i lucky loser, ossia i giocatori che hanno perso nell'ultimo turno ma che avevano una classifica più alta rispetto agli altri partecipanti che avevano comunque perso nel turno finale.

## Teste di serie
1. Roberto Carballés Baena (qualificato)
2. Andrej Martin (qualificato)
3. Alessandro Giannessi (ultimo turno, lucky loser)
4. Facundo Bagnis (qualificato)

1. Guilherme Clezar (primo turno)
2. João Souza (ultimo turno)
3. Federico Gaio (qualificato)
4. Daniel Muñoz de la Nava (primo turno)

## Qualificati
1. Roberto Carballés Baena
2. Andrej Martin

1. Federico Gaio
2. Facundo Bagnis

### Lucky loser
1. Alessandro Giannessi

## Tabellone

### Legenda
| - Q = Qualificato - WC = Wild card - LL = Lucky loser | - ALT = Alternate - SE = Special Exempt - PR = Protected Ranking | - w/o = Walkover - r = Ritirato - d = Squalificato |

### Sezione 1
|  | Primo turno | Primo turno             | Primo turno             | Primo turno             | Primo turno             |  |  | Ultimo turno | Ultimo turno            | Ultimo turno            | Ultimo turno | Ultimo turno |  |
|  |             |                         |                         |                         |                         |  |  |              |                         |                         |              |              |  |
|  | 1           | Roberto Carballés Baena | Roberto Carballés Baena | Roberto Carballés Baena | Roberto Carballés Baena |  |  |              |                         |                         |              |              |  |
|  |             | bye                     | bye                     | bye                     | bye                     |  |  | 1            | Roberto Carballés Baena | Roberto Carballés Baena | 6            | 6            |  |
|  |             | Gonzalo Escobar         | 63                      | 7                       | 6                       |  |  |              | Gonzalo Escobar         | Gonzalo Escobar         | 1            | 3            |  |
|  | 5           | Guilherme Clezar        | 7                       | 65                      | 4                       |  |  |              |                         |                         |              |              |  |

### Sezione 2
|  | Primo turno | Primo turno             | Primo turno   | Primo turno   | Primo turno   |  |  | Ultimo turno | Ultimo turno   | Ultimo turno   | Ultimo turno | Ultimo turno |  |
|  |             |                         |               |               |               |  |  |              |                |                |              |              |  |
|  | 2           | Andrej Martin           | Andrej Martin | Andrej Martin | Andrej Martin |  |  |              |                |                |              |              |  |
|  |             | bye                     | bye           | bye           | bye           |  |  | 2            | Andrej Martin  | Andrej Martin  | 6            | 6            |  |
|  |             | Pedro Sakamoto          | 3             | 6             | 6             |  |  |              | Pedro Sakamoto | Pedro Sakamoto | 4            | 4            |  |
|  | 8           | Daniel Muñoz de la Nava | 6             | 4             | 4             |  |  |              |                |                |              |              |  |

### Sezione 3
|  | Primo turno | Primo turno           | Primo turno          | Primo turno | Primo turno |  |  | Ultimo turno | Ultimo turno         | Ultimo turno | Ultimo turno | Ultimo turno |  |
|  |             |                       |                      |             |             |  |  |              |                      |              |              |              |  |
|  | 3           | Alessandro Giannessi  | Alessandro Giannessi | 6           | 6           |  |  |              |                      |              |              |              |  |
|  |             | Juan Ignacio Londero  | Juan Ignacio Londero | 4           | 4           |  |  | 3            | Alessandro Giannessi | 6            | 65           | 67           |  |
|  |             | Daniel Dutra da Silva | 4                    | 7           | 3           |  |  | 7            | Federico Gaio        | 3            | 7            | 7            |  |
|  | 7           | Federico Gaio         | 6                    | 65          | 6           |  |  |              |                      |              |              |              |  |

### Sezione 4
|  | Primo turno | Primo turno      | Primo turno      | Primo turno | Primo turno |  |  | Ultimo turno | Ultimo turno   | Ultimo turno   | Ultimo turno | Ultimo turno |  |
|  |             |                  |                  |             |             |  |  |              |                |                |              |              |  |
|  | 4           | Facundo Bagnis   | Facundo Bagnis   | 6           | 6           |  |  |              |                |                |              |              |  |
|  | Alt         | Alessandro Motti | Alessandro Motti | 0           | 3           |  |  | 4            | Facundo Bagnis | Facundo Bagnis | 6            | 6            |  |
|  | Alt         | Jan Hernych      | Jan Hernych      | 3           | 3           |  |  | 6            | João Souza     | João Souza     | 3            | 4            |  |
|  | 6           | João Souza       | João Souza       | 6           | 6           |  |  |              |                |                |              |              |  |